# Phreatia plantaginifolia
Phreatia plantaginifolia är en orkidéart som först beskrevs av J.König, och fick sitt nu gällande namn av Paul Ormerod. Phreatia plantaginifolia ingår i släktet Phreatia och familjen orkidéer. Inga underarter finns listade i Catalogue of Life.